# 1072 Malva
Az 1072 Malva (ideiglenes jelöléssel 1926 TA) a Naprendszer kisbolygóövében található aszteroida. Karl Wilhelm Reinmuth fedezte fel 1926. október 4-én. Nevét egy azonos nevű növényről kapta.